# Hessel Rienks
Hessel Rienks (Weidum, 4 maart 1932 - Zwolle, 23 december 2014) was een Nederlands politicus namens de PvdA.

## Loopbaan
Na de hbs voltooide Rienks in 1957 zijn academische studie economie aan de Gemeentelijke Universiteit van Amsterdam.
Rienks werkte tot 1974 als directie-assistent bij een chemisch bedrijf en als hoofd economische afdeling bij de gemeente Zwolle. Ook was hij voorzitter van de PvdA in Overijssel.
In 1974 werd Rienks lid van de Tweede Kamer. In de Tweede Kamer hield hij zich onder meer bezig met financiën lagere overheden, binnenlandse zaken, economische zaken (met name regionaal-economisch beleid), ruimtelijke ordening, verkeer en luchtvaart. Van 1977 tot 1989 was Rienks lid en voorzitter van de Bouwbegeleidingscommissie van de Tweede Kamer. Daarnaast was hij tussentijds voorzitter van vier andere commissies, waaronder de vaste commissies voor Binnenlandse Zaken en Verkeer en Waterstaat, en ondervoorzitter voor de commissie voor Verkeer en Waterstaat. In september 1989 verliet Rienks de Tweede Kamer.
Van september 1989 tot 1992 was Rienks directeur van het Instituut Ziektekostenvoorziening Ambtenaren in Overijssel en Flevoland.
Op 29 april 1987 werd Rienks benoemd tot Ridder in de Orde van de Nederlandse Leeuw.
- Biografisch Portaal: 92483628
- Parlement.com: vg09llikxhss